# Cape Coast (distrikt)
Cape Coast är ett distrikt i Ghana.   Det ligger i regionen Centralregionen, i den södra delen av landet, 130 km väster om huvudstaden Accra. Antalet invånare är 124 659. Arean är 135 kvadratkilometer.
Terrängen i Cape Coast är platt.